# Adam Zajíček
Adam Zajíček (25. února 1993, Praha) je český volejbalista a reprezentant České republiky ve volejbale. Hraje na pozici blokaře.  2021/2022 působíil ve klubu VK ČEZ Karlovarsko.
Od roku 2023 opět Kladno.
Je kapitán české reprezentace.

## Týmové úspěchy
Český pohár:
- 2014, 2016

České mistrovství:
- 2015, 2016[2]
- 2014, 2018
- 2017

## Úspěchy v české reprezentaci
Evropská liga:
- 2018
- 2013